# Bryodemella xizangensis
Bryodemella xizangensis är en insektsart som beskrevs av Yin, X.-c. 1984. Bryodemella xizangensis ingår i släktet Bryodemella och familjen gräshoppor. Inga underarter finns listade i Catalogue of Life.